# Weseła Dołyna (rejon bachmucki)
Weseła Dołyna (ukr. Весела Долина) – wieś na Ukrainie, w obwodzie donieckim, w rejonie bachmuckim. W 2001 liczyła 277 mieszkańców, spośród których 126 posługiwało się językiem ukraińskim, 150 rosyjskim, a 1 białoruskim.